# Viktor Fischer (fodboldspiller)
Viktor Gorridsen Fischer (født 9. juni 1994) er en dansk podcast-vært og tidligere professionel fodboldspiller, der bl.a. har spillet for klubberne Royal Antwerp FC, Mainz 05, Middlesbrough F.C., hollandske Ajax Amsterdam og i FC København. Fischer spillede angriber og også venstre kant, da han er højrefodet. Viktor Fischer spillede flere kampe for det danske landshold.
Fischer blev som ung spiller i sin tid i Ajax anset som et "wonderkid", men han karriere blev plaget af gentagne skader, der medførte, at han allerede som 29-årig måtte indstille karrieren.
Hans morfar, Poul Pedersen, var den første dansker til at opnå 50 kampe på A-landsholdet. Han deltog blandt andet ved OL 1960 i Rom, hvor Danmark vandt sølv.

## Karriere

### Ungdom
Viktor Fischer startede med at spille fodbold som 5-årig i den århusiansk klub Lyseng IF. Her spillede han i fem år, og han var blandt andet med til at vinde det jyske mesterskab til klubben i 2004.
Allerede som helt lille udmærkede han sig, og derfor spillede han ofte sammen med drenge, der var op til to år ældre end ham selv. Dette var dog ingen hindring, da det alligevel lykkedes Viktor Fischer at score mere end 80 mål på blot en sæson.[kilde mangler]
Som 10-årig skiftede han til den store lokale klub, AGF. Her kunne han spille sammen med spillere tættere på sit eget niveau, og her var ambitionerne større. Her fik han også sin første debut for et dansk ungdomslandshold. Det skete på U/16-landsholdet, og i dag står Viktor Fischer noteret som den spiller med flest danske U/16-landsholdskampe nogensinde.
Da Viktor Fischer var 14 år, spillede han stadig for AGF, men var samtidig i dialog med FC Midtjylland, der blandt andet viste ham rundt på deres fodboldakademi. Ifølge reglerne fra DBU må danske klubber ikke tale med spillere eller underskrive kontrakter med spillere under 15 år, og derfor skabte det en del debat, da FC Midtjylland få dage efter Viktor Fischers 15 års-fødselsdag underskrev en ungdomskontrakt med ham.
Hos FC Midtjylland opnåede han at blive kåret til "Årets Akademispiller".

### Skiftet til Ajax Amsterdam
Det gik strålende for Viktor Fischer, og i foråret 2011 blev han for første gang rygtet til store udenlandske klubber som blandt andet Ajax Amsterdam, AC Milan og Manchester United. Der gik heller ikke særlig lang tid, før skiftet blev offentliggjort. Det skete den 15. april på en pressekonference i Amsterdam, hvor han blev præsenteret som ny mand i Ajax Amsterdam. Han havde skrevet under på en tre-årig kontrakt til en værdi af 12 millioner kroner, og således blev han det tredje store danske fodboldtalent, der spillede i Ajax i denne årrække – de andre var Christian Eriksen og Nicolai Boilesen.
I Ajax fik Viktor Fischer hurtig succes, og det lykkedes ham straks at komme i startopstillingen på Ajax A1, der er det bedste ungdomshold på det verdenskendte ungdomsakademi i Amsterdam. Her deltog han i den allerførste udgave af NextGen Series, der er ungdomsholdenes svar på de professionelles Champions League.
Efter at Ajax succesfuldt kom igennem gruppespillet i NextGen Series, ventede FC Barcelona i kvartfinalen. Her lykkedes det Viktor Fischer at score to mål i 3-0-sejren til Ajax. Det fik mange internationalt anerkendte talentspejdere til at møde op til næste NextGen Series-kamp, hvor Ajax skulle møde Liverpool i semifinalen. Op imod 20 talentspejdere fra verdens største klubber sad på tribunen under denne kamp. Det lykkedes ham at score et hattrick og lægge op til 2 mål samt at trække et straffespark i 6-0-sejren over Liverpool.

### Førsteholdet
Da Viktor Fischer og resten af Ajax vendte tilbage efter sommerferien i 2012, fik han lov til at træne med førsteholdet i mere end en måned, og udover dette fik han også sin uofficielle debut for Ajax' førstehold i forsæsonens kampe. Viktor Fischer spillede 6 kampe og formåede blandt andet at score to mål mod amatørholdet Oldenzaal og være involveret i 3 ud af 4 mål i en træningskamp mod Celtic FC.
Den 5. august 2012 fik Viktor Fischer sin officielle førsteholdsdebut for Ajax, da han startede inde i Super Cup-kampen mod PSV Eindhoven. Han fik 64 minutter på banen, før landsmanden Lasse Schöne erstattede ham. Efterhånden blev det til to Eredivisie-kampe og ét mål. Han fik sin Champions League-debut i udekampen mod Manchester City, som endte 2-2. Han kom i en alder af 18 år på banen som indskifter i 87. minut i stedet for Christian Poulsen. Mindre end en uge senere debuterede han i startopstillingen i en ligakamp på udebane mod Zwolle. Fischer scorede to mål og tegnede sig for en assist i Ajax' 4-2-sejr.

### Middlesbrough
I maj 2016 skrev Fischer kontrakt med oprykkerne til Premier League, Middlesbrough F.C.. Opholdet blev aldrig rigtig succesfuldt, han fik blot 13 Premier League-kampe, og Middlesborough rykkede ned efter blot en sæson i den bedste engelske række.

### Mainz
Efter Middlesbroughs nedrykning i 2017 skiftede Viktor Fischer den engelske klub ud med Mainz 05 i Bundesligaen. Her blev det dog ikke til så meget spilletid, og efter blot et halvt år skiftede han videre til FC København.

### FC København
På vintertransfervinduets sidste dag i januar 2018 blev Fischer købt af FC København, der gav ham en femårig kontrakt. Han debuterede i "slaget om København" i en pokalkamp mod Brøndby IF 4. februar samme år, og han scorede sit første mål i forårssæsonens første ligakamp mod Randers FC 10. februar. Efter det gik det godt for ham, og i marts 2018 fik han prisen som månedens spiller i Alka Superligaen. F.C. København havde gang i en forfærdelig sæson, og vinterens signings af både Fischer og Skov blev to signings, som kunne gå ind og hjælpe FCK tilbage i toppen af Superligaen, allerede for den kommende sæson. FCK ender også med at vinde Superligaen 2019, hvor netop Fischer var en af flere frontfigurer for det flotte mesterskab.
Efter den succesfulde sæson løb han ind i skader, og havde herefter vanskeligt ved at genfinde niveauet. Han blev i juli 2021 solgt til belgiske Royal Antwerp FC for 2,5 million €.

## Landshold
Som ungdomsspiller har Viktor Fischer spillet adskillige kampe for de danske ungdomslandshold. For U/17-holdet nåede han at spille 30 kampe, hvor han scorede 20 mål. Fischer er således sammen med Jeppe Tengbjerg den mest scorende spiller på U-17 landsholdet. Tengbjerg skulle dog bruge 33 kampe til at nå de 20 mål. Til gengæld har han spillet relativt få kampe på Danmark U/21, hvilket skyldes, at da havde alderen til dette hold, var han allerede inde i varmen til A-landsholdet i efteråret 2012.
Han fik debut på A-landsholdet i en venskabskamp mod Tyrkiet 14. november 2012, hvor han blev skiftet ind i det 66. minut i stedet for Michael Krohn-Dehli. Siden er det blevet til flere kampe for A-landsholdet, og 8. juni 2015 scorede han første gang for holdet, da han i 86. minut skød straffespark og sikrede 2-1-sejren i venskabskampen mod Montenegro.
I samme måned var Viktor Fischer med til U/21 EM-slutrunden 2015, hvor han fik spilletid i alle kampene og blandt andet scorede i kampen mod Serbien.

## Hæder

### Individuelt
F.C. København
- Månedens Superligaspiller, juli 2018[17]

### Udenfor banen
Fischer blev i 2020 indstillet til og vandt prisen “Årets Hetero” ved Danish Rainbow Awards for i 2019 at sige fra overfor homofobiske tilråb fra fodboldfans.